# 金井和之
金井 和之（かない かずゆき）は、日本のジャーナリスト。朝日新聞ベルリン支局長。元イスタンブール支局長。

## 略歴
- 重工業メーカーを経て、1999年朝日新聞社入社。岐阜支局、名古屋社会部、外報部などを経て、現在はベルリン支局[1]。

## 役職
- ベルリン支局長 - 2007年5月〜

## 参照
- aサロン＿特派員　世界を走る＿オバマ狂想曲（ベルリン発）
- aサロン＿特派員　世界を走る＿治安支える兵士たちの営み（アフガニスタン発）
- aサロン＿特派員　世界を走る＿私をスキーに連れてって！（ドイツ最高峰ツークシュピッツェ発）

## 関連事項
- 朝日新聞社
  - 朝日新聞